# Bourovec trávový
Bourovec trávový (Euthrix potatoria) je noční motýl z čeledi bourovcovitých, vyskytující se i na území České republiky.

## Rozšíření
Vyskytuje se na loukách v okolí vodních toků a rybníků, případně v blízkosti řídkých listnatých lesů, a to spíše v nižších nadmořských výškách.

Podle literatury se jedná o vzácný druh motýla, soudě podle dat AOPK ČR je nicméně v Česku běžnější než většina ostatních bourovců. Nezmiňuje se o něm ani Červená kniha bezobratlých ČR (2017).

## Popis

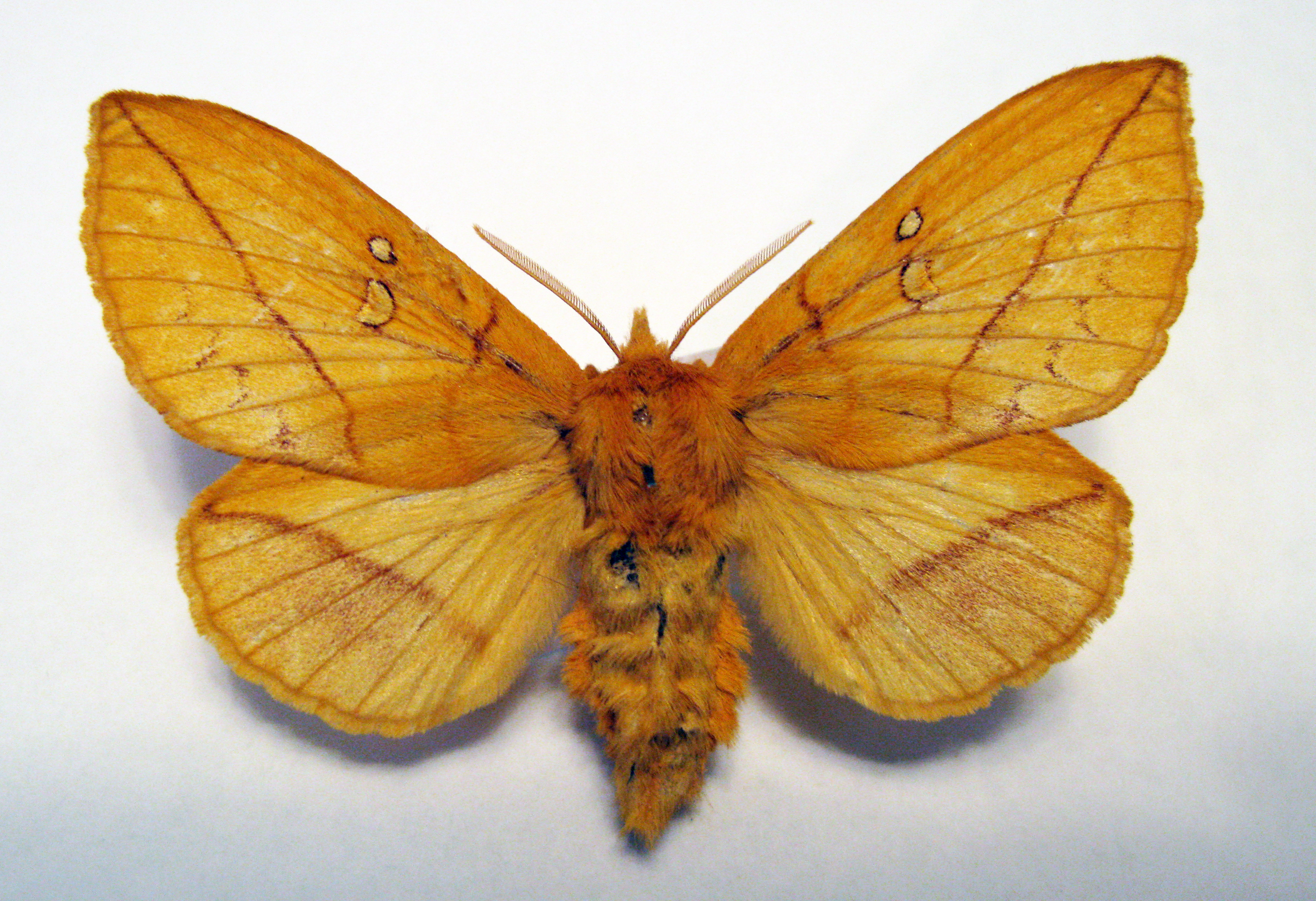
Sbírkový exemplář
(samice)

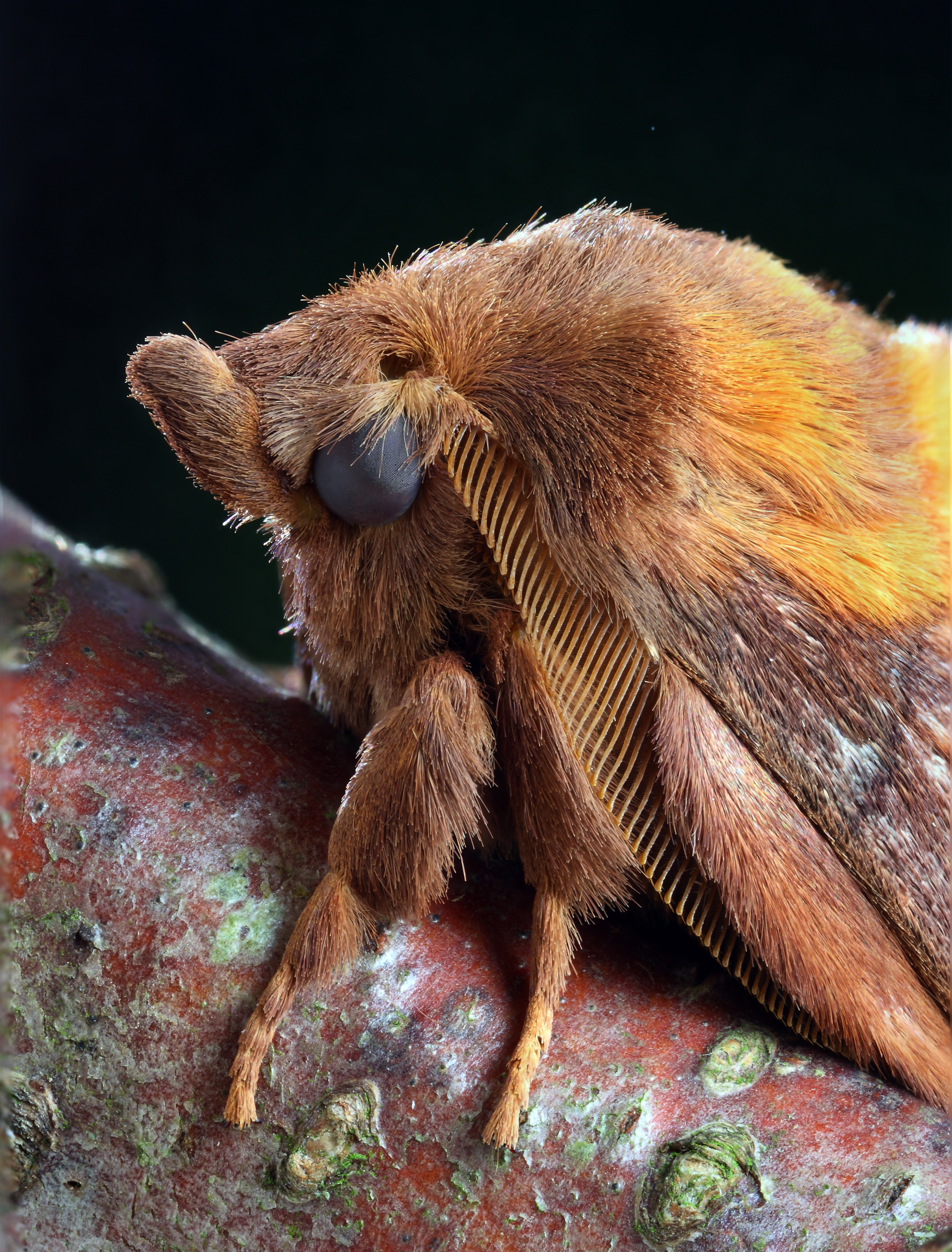
Detail hlavy samce

Rozpětí předních křídel činí 45–65 mm. Přestože zbarvení motýlů může být velmi proměnlivé, jsou dobře určitelní podle charakteristických znaků. Na předních křídlech se nachází dvojice hnědých čar, z nichž zejména ta delší, směřující do předního rohu křídla, je velmi výrazná. V ploše mezi čarami jsou dvě bělavé, tmavě obroubené skvrny, z nichž větší může mít uvnitř hnědou tečku. Barva těla a křídel je shodná, jednotliví jedinci se od sebe ale mohou zbarvením lišit od šedavě žluté či okrové až po tmavě hnědou. Samci jsou obecně menší a tmavší než samice. Obě pohlaví mají hřebenitá tykadla, samci výrazněji.
Vajíčka jsou oválná, šedá, s fialovými či zelenavými kroužky na povrchu.
Housenky jsou černohnědé s hustými hnědými chlupy. Boky jsou žlutě pruhované a nad panožkami vyrůstá další řada krátkých, bělavých chloupků. Na hřbetě jsou dva výrazně delší střapce černých chlupů (na 2. a 11. článku). Dorostlá housenka měří okolo 8 cm.
Kukla je černá, lesklá, uložená ve žlutavém zámotku.

## Bionomie
Během roku vytváří jednu generaci, jejíž dospělci létají od června do srpna, výjimečně až do září. Ve dne motýli odpočívají v travnatých porostech, v noci létají (často naletují také na umělé zdroje světla).
Housenky se z nakladených vajíček líhnou ještě během léta a do příchodu prvních chladných podzimních dní stihnou prodělat přibližně polovinu svého vývoje. Zimu přečkávají pasivně v rozličných úkrytech, na jaře vylézají a dokončují žír. Živí se širokou paletou lipnicovitých, sítinovitých a šáchorovitých bylin, jmenovitě např. srhou, třtinou, bikou či rákosem. Dorostlé housenky se během června kuklí v bělavém zámotku na zemi nebo na stéblech trav.
Stádium kukly netrvá dlouho, přibližně 3 týdny.

## Galerie

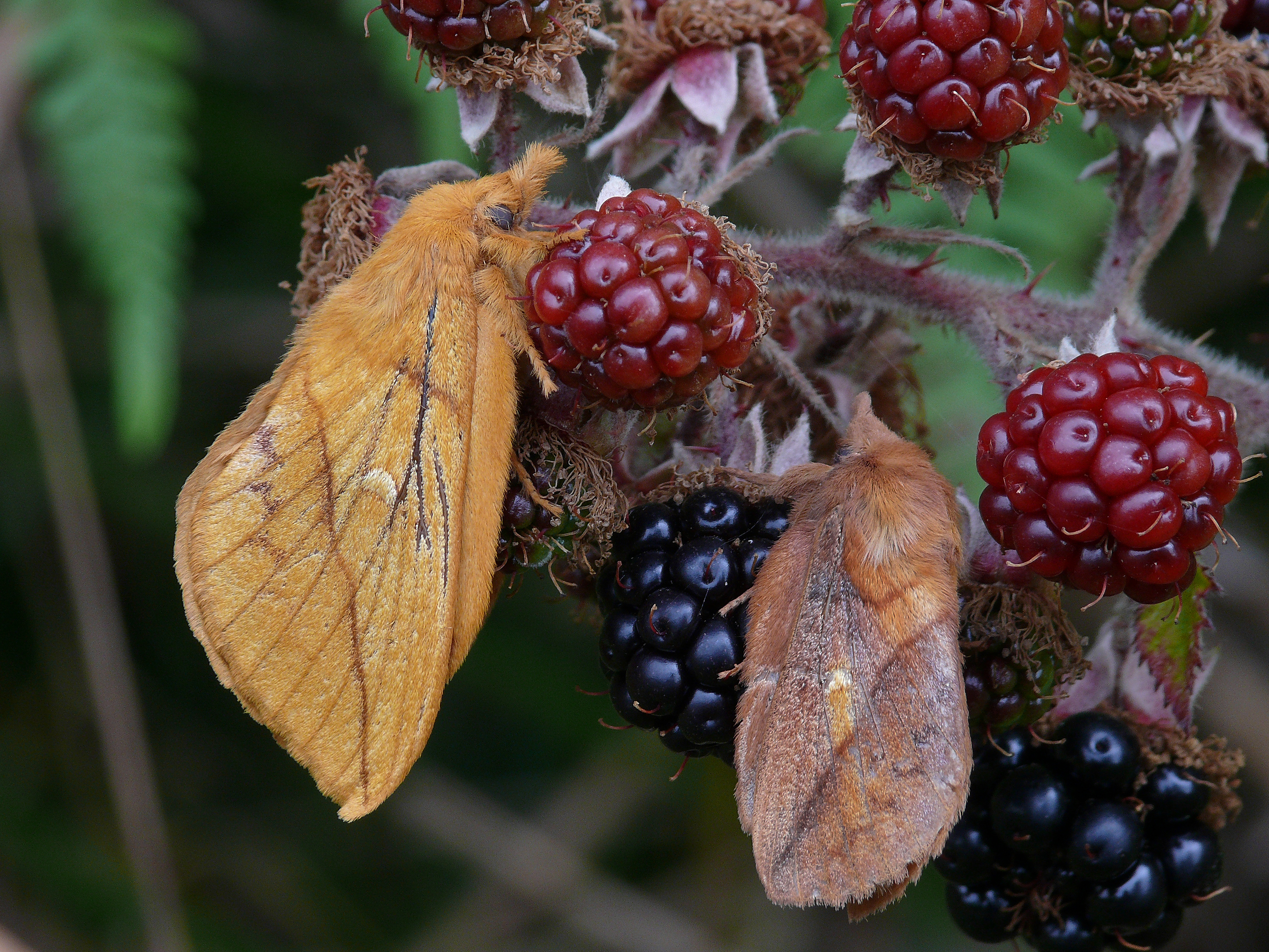
Pár bourovců trávových (samice vlevo)
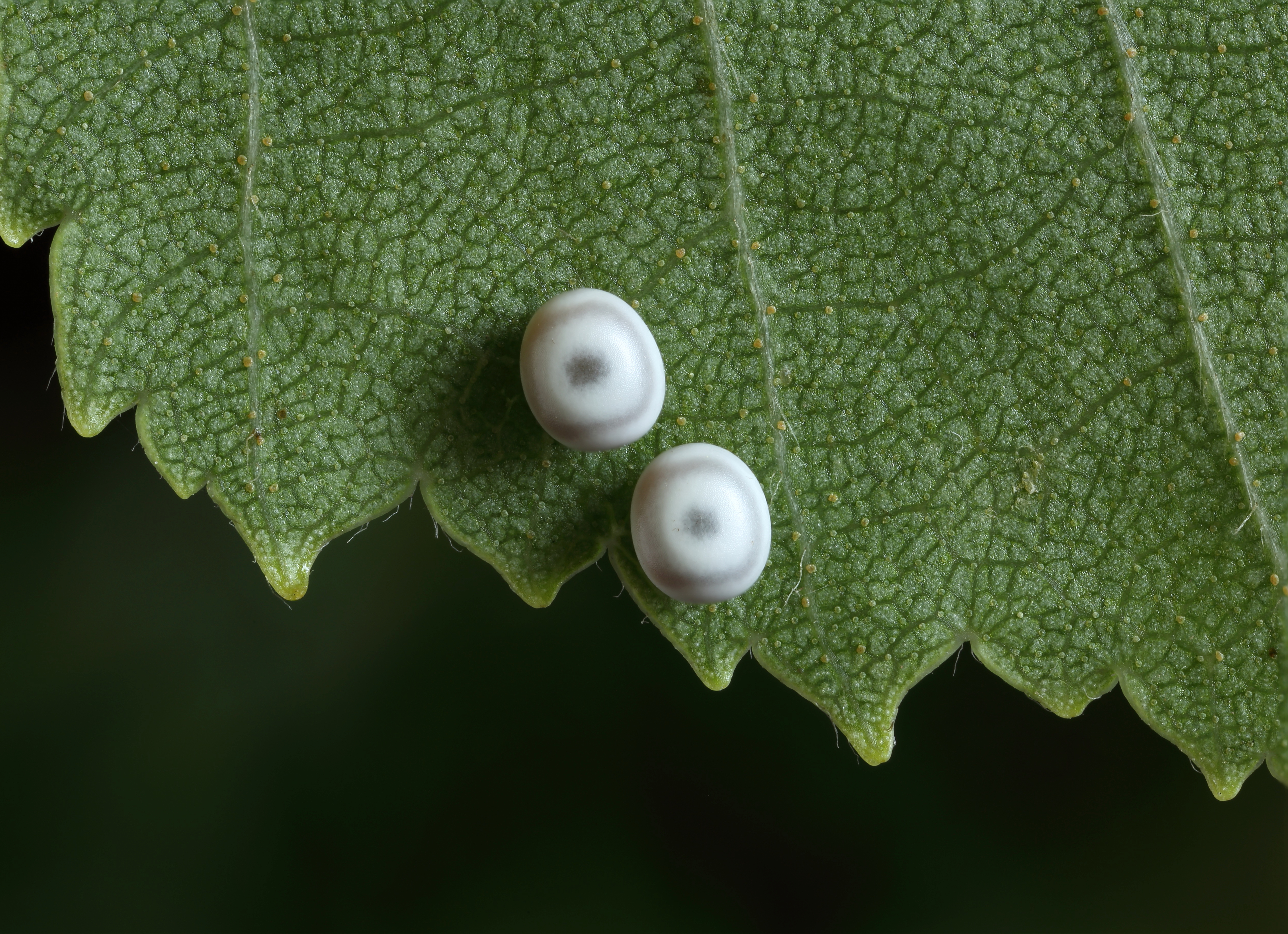
Vajíčka bourovce trávového
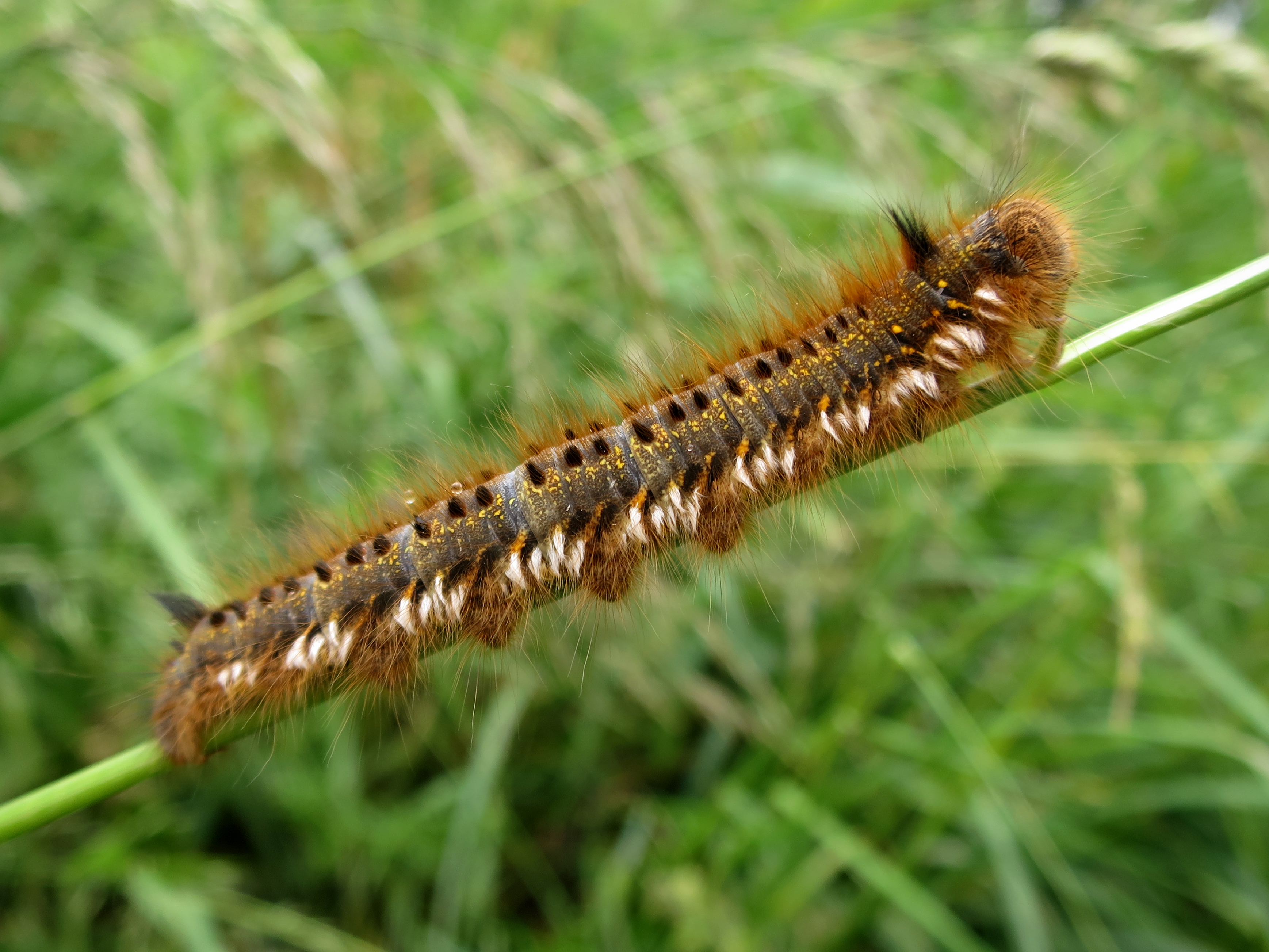
Dorostlá housenka
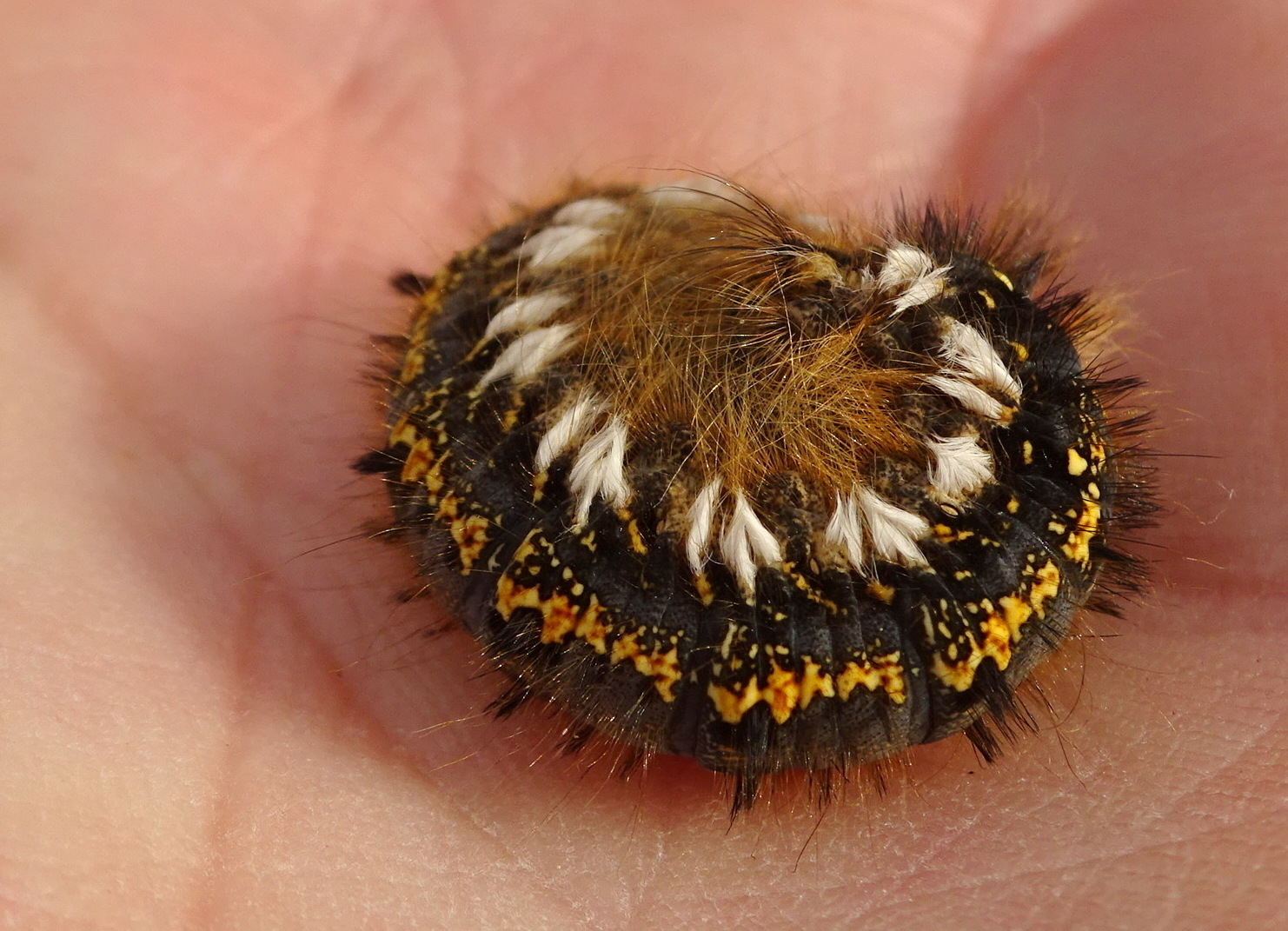
Housenka svinutá v obranném klubíčku
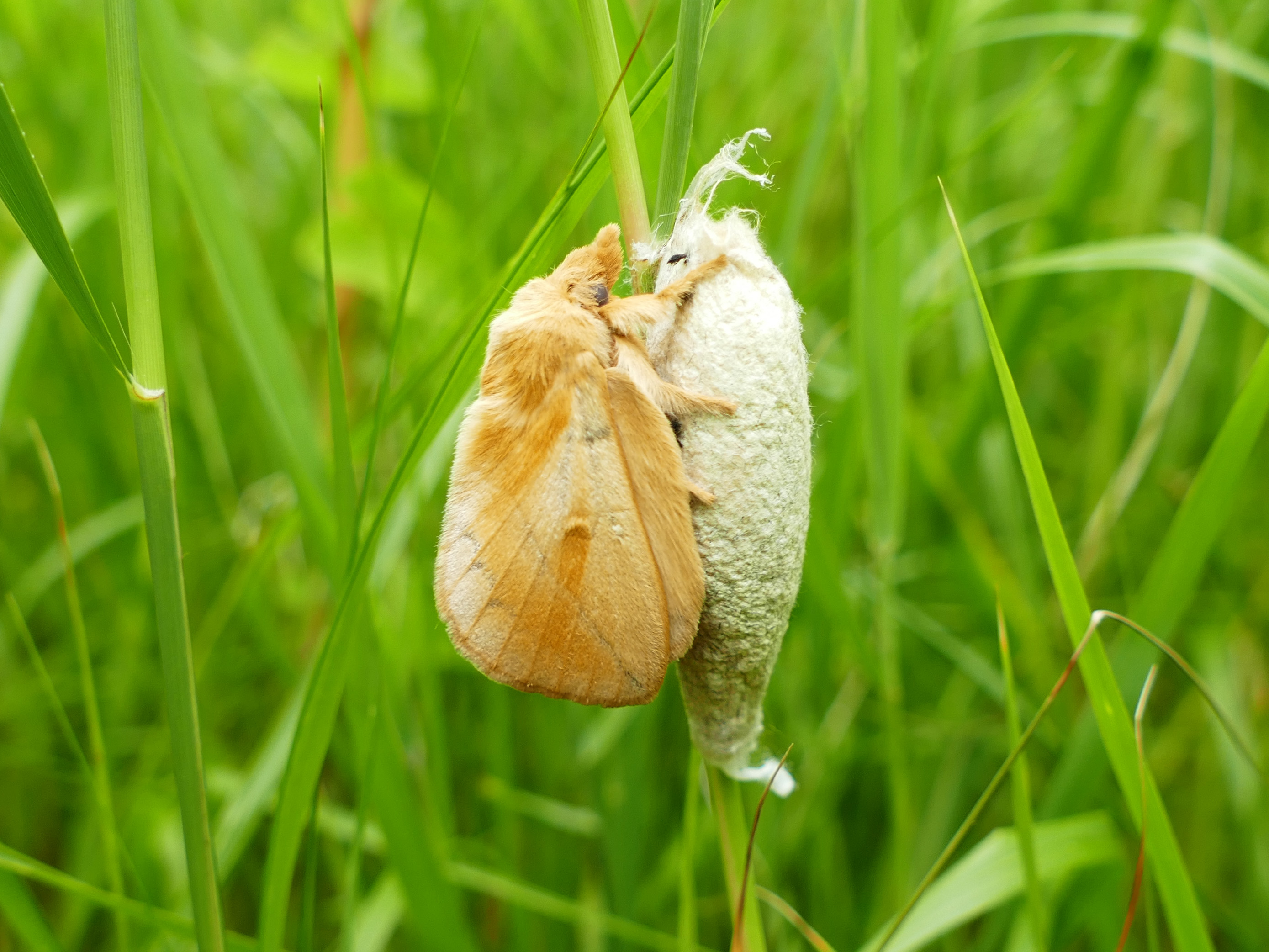
Čerstvě vylíhnutý motýl u svého kokonu